# Yasin Ladur
Yasin Ladur (1 de mayo de 1992) es un deportista argelino que compitió en judo. Ganó dos medallas de bronce en el Campeonato Africano de Judo en los años 2013 y 2014.

## Palmarés internacional
| Campeonato Africano | Campeonato Africano     | Campeonato Africano | Campeonato Africano |
| Año                 | Lugar                   | Medalla             | Categoría           |
| ------------------- | ----------------------- | ------------------- | ------------------- |
| 2013                | Maputo (Mozambique)     | Medalla de bronce   | –81 kg              |
| 2014                | Puerto Louis (Mauricio) | Medalla de bronce   | –81 kg              |